# حكومة بومدين الثانية
حكومة بومدين الثانية هي حكومة أعلن عنها مجلس الثورة، واستمرت من 10 يوليو 1965 إلى 21 يوليو 1970.

## أعضاء الحكومة
تكونت من :
- رئيس الحكومة، رئيس مجلس الوزراء، وزير الدفاع الوطني : هواري بومدين
- وزير الخارجية : رابح بيطاط.
  - أصبح رابح بيطاط وزير الدولة وزير النقل 27 سبتمبر 1966[2][3]
- وزير الخارجية : عبد العزيز بوتفليقة
- وزير الداخلية : أحمد مدغري
- وزير المالية والتخطيط : أحمد قايد،
  - قدم أحمد قايد استقالته، عوضه مؤقتا أحمد مدغري، 14 ديسمبر 1967، تم عين شريف بلقاسم وزير الدولة لشؤون المالية والتخطيط، 7 مارس 1968.[4][5][6]
  - مجددا يعوضه أحمد مدغري في 17 مارس 1970.[7]
- وزير الزراعة والإصلاح الزراعي : أحمد مهساس، حل علي يحي عبد النور محله في 24 سبتمبر 1966، ثم يستقيل علي يحي عبد النور ويحل محله محمد العربي الطيبي في 7 مارس 1968.
- وزير الإعلام : بشير بومعزة، تم تنحية بشير بومعزة من منصبه في 6 أكتوبر 1966 ، وحل محله محمد الصديق بن يحيى في 24 أكتوبر 1966[8]
- وزير العدل وحافظ الأختام : محمد بجاوي
- وزير التربية والتعليم أحمد طالب الإبراهيمي
- وزير الصحة العامة التيجاني هدام، عوضه عمر بوجلاب في 21 مايو 1970.[9][10]
- وزير قدامى المحاربين المجاهدين : بوعلام بن حمودة
- وزير الصناعة والطاقة : بلعيد عبد السلام
- وزير البريد والاتصالات : عبد القادر زيبق
  - ألحقت مهام النقل لوزير البريد والاتصالات عبد القادر زيبق في 22 يوليو 1965[11] ليصبح وزير البريد والاتصالات السلكية واللاسلكية و النقل إلى غاية 27 سبتمبر 1966.
  - في 27 سبتمبر 1966[2][3] منحت اختصاص النقل لوزير الدولة رابح بيطاط.
- وزير الأشغال العامة : علي يحي عبد النور، الوزارة ملحقة بالاتصالات السلكية واللاسلكية بين 24 سبتمبر 1965 و 24 سبتمبر 1966. عين امين خان في 24 سبتمبر 1966.[2]
- وزير الإسكان واعادة البناء : حاج محمد هادي إسماعيل، استقال محمد هادي الحاج إسماعيل في 10 أبريل 1966، وربط قطاع الإسكان بوزارة الداخلية وقطاع إعادة بناء بوزارة الأشغال العامة.[2]
- وزير التجارة : نور الدين دلسي، عوضه العياشي ياكر في 9 يونيو 1969.[12]
- وزير العمل والشؤون الاجتماعية : عبد العزيز زرداني، استقال عبد العزيز زرداني وحل محله محمد السعيد معزوزي في 7 مارس 1968.
- وزير السياحة: عبد العزيز معاوي
- وزير الشباب والرياضة : عبد الكريم بن حمود
- وزير الأوقاف العربي سعدوني[13]، عوضه مولود قاسم 1 يونيو 1970.[10][14]